# Mas Vell (Tarragona)
El Mas Vell és una obra de Tarragona protegida com a Bé Cultural d'Interès Local.

## Descripció
Mas petit, només té dues plantes. Té dos cossos que formen un angle, limitant un pati que s'acabà per tancar pels altres dos costats amb una tàpia.
Coberta a una i dues vessants de teules amb cabirons de fusta. Destaquen parets i arcades d'obra seca.

## Història
El 1944 s'acabà la reconstrucció de l'edifici el qual es fou ocupat per els actuals propietaris.